# Đảng Nhân dân Canh tân
Đảng Nhân dân Canh tân (tiếng Thái: พรรคประชาชนปฏิรูป) là một chính đảng Thái Lan.

## Lịch sử

Thủ tướng Prayut Chan-o-cha.

Đảng Nhân dân Canh tân được thành lập trong một cuộc đại hội khẩn vào trưa ngày 03 tháng 02 năm 2018, tuyên bố là tổ chức hậu thuẫn Lực lượng Vũ trang Hoàng gia Thái Lan can thiệp vào nền chính trị nhằm giữ ổn định quốc gia.
Tại phiên họp thứ nhất ngày 07 tháng 04 năm 2018, đảng này bầu ông Paiboon Nititawan giữ cương vị chủ tịch.

## Ủy ban trung ương
| Thứ tự | Danh tính              | Chức vụ         |
| ------ | ---------------------- | --------------- |
| 1      | Paiboon Nititawan      | Chủ tịch        |
| 2      | Thanasak Patimaprakorn | Phó chủ tịch    |
| 3      | Wissanu Krea-ngam      | Phó chủ tịch    |
| 4      | Mano Laohavanit        | Tổng thư kí     |
| 5      | Jirasak Sonnian        | Phó tổng thư kí |
| 6      | Thanapat Sukkasem      | Phát ngôn viên  |